# Эпштейн, Леопольд Викторович
Леопо́льд Ви́кторович Эпште́йн (род. 5 апреля 1949, Винница) — американский русскоязычный поэт и  переводчик.

## Биография
Родился в семье врача и инженера. Окончил механико-математический факультет МГУ. В 1971—1987 годах жил в Ростове-на-Дону и Новочеркасске, работал программистом, научным сотрудником, преподавателем, дворником, кочегаром.
Начал писать стихи с 1962 года. Эпизодически печатался в СССР (журнал «Дон», альманах «Поэзия»), однажды опубликовался в журнале «Континент» (1983, под псевдонимом Леонид Бородин). С 1987 года живёт в США, работает программистом в Бостоне. Автор пяти книг стихов. Публиковался в антологии «Освобождённый Улисс», журнале «Время и мы» и др.
Переводил поэзию с английского (Шекспир, Байрон, Китс, Джойс), грузинского, китайского языков. 
Леопольд Эпштейн — мастер философско-психологической лирики с ровными интонациями и тонкими наблюдениями:
Язык изменился. Желая сказать «Прощай»,
Женщина пишет «Пока». А мгновенная наша почта,
Отменившая почерк, скрывает то, что
При печатании у неё подрагивала рука.
Слеза, век назад упавшая бы невзначай
На бумагу, ввиду электронной связи переходит в точку
На экране, пульсирующую слегка.
Инструменты, в конечном итоге, и создают культуру.
Носитель текста влияет на качества языка.
Стихотворение Эпштейна, посвящённое террористическому акту 11 сентября 2001 года, с исключительной точностью и выразительностью совмещает патриотическое чувство американца с мировоззренческим опытом русского и выходца из СССР.
По оценкам критики, «Леопольд Эпштейн — поэт горький, пессимистический и одновременно мужественный и дающий надежду».

## Труды
- Грунт: Стихи. — Бостон, 1993.
- Фрагмент: Вторая книга стихов. — Tinafly: Hermitage Publ., 2001.
- Спираль. — Винница: Глобус-Пресс, 2008.
- Промежуточный финиш. — Ростов на Дону: Феникс, 2009. — ISBN 978-5-222-15593-6
- Сопротивляться и не бунтовать. — Таганрог, 2010